# Olympische Winterspiele 1960/Ski Alpin – Abfahrt (Männer)
Die Abfahrt im Alpinskisport der Männer bei den Olympischen Winterspielen 1960 wurde aufgrund starken Schneefalls vom 19. auf den 22. Februar verschoben.
Das Rennen war das erste, bei dem Sturzhelme vorgeschrieben waren, nachdem der Kanadier John Semmelink 1959 in Garmisch tödlich verunglückt war.
Vor dem Rennen gab es um die Aufstellung der gesamtdeutschen Mannschaft eine Konfliktsituation: Es sollte das Leistungsprinzip auf der Grundlage der aktuellen FIS-Weltranglisten gelten. Darin waren alle Läufer aus dem Westen besser platziert. Im aktuellen Winter war aber der Ostdeutsche Eberhard Riedel besser gewesen als Fritz Wagnerberger, sodass der «Chef de mission» Herbert Kunze aufgrund eines Protests der DDR-Funktionäre Riedel meldete.
Die Strecke Squaw Peak begann mit einer Traverse, gefolgt von einem «großen Schuss», im Übergang zum nächsten Geländeabsatz waren schnelle Skier und gutes Gleiten verlangt. Die nächste Steilpartie mit einer schräg durch die Fahrtrichtung verlaufenden Welle durfte nicht unterschätzt werden. Damit endeten die technischen Schwierigkeiten, im Schlussabschnitt waren Kondition und Gleitvermögen gefragt. Die Strecke stellte enorme Ansprüche an die technischen Fähigkeiten. Die Spitzenfahrer standen nach den ersten Training am 13. Februar fest. Während diese die Schlüsselstellen meisterten, hatten schwächere Konkurrenten Mühe. Insgesamt war die Strecke 3095 Meter lang und es musste ein Höhenunterschied von 758 Metern zurückgelegt werden.
Der Sieg von Jean Vuarnet zwar nicht ganz unerwartet, war aber dennoch überraschend, zumal er in den Trainings nicht gut zurechtgekommen war. Als guter Gleiter stellte er seinen Erfolg vor allem im unteren Flachstück sicher. Der zweitplatzierte Hanspeter Lanig gehörte seit Jahren zu den besten Abfahrtsspezialisten der Welt. Er hatte vom Start weg die Führung und wurde erst im letzten Streckenabschnitt geschlagen. Auch Willy Bogner behauptete sich erwartungsgemäß unter den Besten. Wenngleich die Schweizer diesmal ohne Medaille blieben, waren sie gesamthaft sogar besser als im Riesenslalom. Bester Österreicher war Karl Schranz als Achter und wie die übrigen ÖSV-Läufer weit von einer Medaille entfernt. Trainer Othmar Schneider hatte offensichtlich jenes Wachs verwendet, das am Vortag beim Riesenslalom die Medaillen gebracht hatte, doch hatten sich die Schneeverhältnisse verändert und es war kälter geworden. Im Gegensatz zu den Franzosen, Schweizern und Deutschen hatten sie vor dem Rennen keine Wachsproben vorgenommen.
Adrien Duvillard stürzte, als er auf den „Kamelbuckeln“ mit den Skienden anschlug und in Rücklage geriet; er wurde bewusstlos zu Tal gebracht, seine Verletzungen waren aber nicht allzu schwer. Es war das erste Mal, dass ein Olympiarennen auf Metallskis gewonnen wurde. Sport Zürich stellte die Frage, inwiefern damit „Entwicklungen mit Markenkriegen wie im Profi-Radsport eintreten können; jedenfalls ist es höchste Zeit, dass die FIS endlich sich ganz energisch mit gewissen unerfreulichen Erscheinungen auf diesem Gebiet befasst“.

## Ergebnisse
| Rang | Athlet                 | Nation             | Zeit (min) | Defizit (min) |
| ---- | ---------------------- | ------------------ | ---------- | ------------- |
| 1    | Jean Vuarnet           | Frankreich         | 2:06,0     |               |
| 2    | Hanspeter Lanig        | Deutschland        | 2:06,5     | +0:00,5       |
| 3    | Guy Périllat           | Frankreich         | 2:06,9     | +0:00,9       |
| 4    | Willi Forrer           | Schweiz            | 2:07,8     | +0:01,8       |
| 5    | Roger Staub            | Schweiz            | 2:08,9     | +0:02,9       |
| 6    | Bruno Alberti          | Italien            | 2:09,1     | +0:03,1       |
| 7    | Karl Schranz           | Österreich         | 2:09,2     | +0:03,2       |
| 8    | Charles Bozon          | Frankreich         | 2:09,6     | +0:03,6       |
| 9    | Willy Bogner junior    | Deutschland        | 2:09,7     | +0:03,7       |
| 10   | Egon Zimmermann        | Österreich         | 2:09,8     | +0:03,8       |
| 11   | Ludwig Leitner         | Deutschland        | 2:10,2     | +0:04,2       |
| 12   | Paride Milianti        | Italien            | 2:10,8     | +0:04,8       |
| 13   | Jakob Arduser          | Schweiz            | 2:10,9     | +0:04,9       |
| 14   | David Gorsuch          | Vereinigte Staaten | 2:11,0     | +0:05,0       |
| 15   | Josef Stiegler         | Österreich         | 2:13,1     | +0:07,1       |
| 16   | Eberhard Riedel        | Deutschland        | 2:13,3     | +0:07,3       |
| 17   | Gordi Eaton            | Vereinigte Staaten | 2:14,0     | +0:08,0       |
| 18   | Max Marolt             | Vereinigte Staaten | 2:14,2     | +0:08,2       |
| 19   | Andreas Molterer       | Österreich         | 2:15,1     | +0:09,1       |
| 20   | Nando Pajarola         | Schweiz            | 2:15,4     | +0:09,4       |
| 20   | Oddvar Rønnestad       | Norwegen           | 2:15,4     | +0:09,4       |
| 22   | Marvin Melville        | Vereinigte Staaten | 2:15,9     | +0:09,9       |
| 22   | Verne Anderson         | Kanada             | 2:15,9     | +0:09,9       |
| 24   | Italo Pedroncelli      | Italien            | 2:16,8     | +0:10,8       |
| 25   | Felice De Nicolo       | Italien            | 2:18,1     | +0:12,1       |
| 26   | Jean-Guy Brunet        | Kanada             | 2:18,2     | +0:12,2       |
| 27   | Frederick Tommy        | Kanada             | 2:18,4     | +0:12,4       |
| 28   | Don Bruneski           | Kanada             | 2:19,9     | +0:13,9       |
| 29   | Georgi Waroschkin      | Bulgarien          | 2:20,0     | +0:14,0       |
| 30   | Georgi Dimitrow        | Bulgarien          | 2:20,2     | +0:14,2       |
| 31   | Francisco Cortes       | Chile              | 2:20,8     | +0:14,8       |
| 32   | Vicente Vera           | Chile              | 2:24,5     | +0:18,5       |
| 33   | Jóhann Vilbergsson     | Island             | 2:24,6     | +0:18,6       |
| 34   | Chiharu Igaya          | Japan              | 2:25,0     | +0:19,0       |
| 35   | Charlach Mackintosh    | Großbritannien     | 2:25,1     | +0:19,1       |
| 36   | Kristinn Benediktsson  | Island             | 2:26,0     | +0:20,0       |
| 37   | Eysteinn Þórðarson     | Island             | 2:26,2     | +0:20,2       |
| 38   | Hernán Boher           | Chile              | 2:26,7     | +0:20,7       |
| 39   | Victor Tagle           | Chile              | 2:26,9     | +0:20,9       |
| 40   | Geoff Pitchford        | Großbritannien     | 2:27,3     | +0:21,3       |
| 41   | Adolf Fehr             | Liechtenstein      | 2:27,4     | +0:21,4       |
| 42   | Manuel García-Moran    | Spanien            | 2:27,6     | +0:21,6       |
| 43   | Robert Skepper         | Großbritannien     | 2:28,1     | +0:22,1       |
| 44   | Luis Sánchez           | Spanien            | 2:28,3     | +0:22,3       |
| 45   | Osvaldo Ancinas        | Argentinien        | 2:28,4     | +0:22,4       |
| 46   | Osamu Tada             | Japan              | 2:28,5     | +0:22,5       |
| 47   | Aleksandar Schalamanow | Bulgarien          | 2:29,0     | +0:23,0       |
| 48   | Sam Chaffey            | Neuseeland         | 2:29,3     | +0:23,3       |
| 49   | Hermann Kindle         | Liechtenstein      | 2:29,4     | +0:23,4       |
| 49   | Silvan Kindle          | Liechtenstein      | 2:29,4     | +0:23,4       |
| 51   | Luis Arias             | Spanien            | 2:29,8     | +0:23,8       |
| 52   | Bill Day               | Australien         | 2:30,5     | +0:24,5       |
| 53   | Masayoshi Mitani       | Japan              | 2:31,3     | +0:25,3       |
| 54   | William Hunt           | Neuseeland         | 2:32,0     | +0:26,0       |
| 55   | John Oakes             | Großbritannien     | 2:36,0     | +0:30,0       |
| 56   | Ibrahim Geagea         | Libanon            | 2:39,2     | +0:33,2       |
| 57   | Peter Brockhoff        | Australien         | 2:39,7     | +0:33,7       |
| 58   | Zeki Şamiloğlu         | Türkei             | 2:42,4     | +0:36,4       |
| 59   | Nazih Geagea           | Libanon            | 3:00,3     | +0:54,3       |
| 60   | Clemente Tellechea     | Argentinien        | 3:20,2     | +1:14,2       |
| 61   | Im Gyeong-sun          | Südkorea           | 3:34,4     | +1:28,4       |
|      | Adrien Duvillard       | Frankreich         | DSQ        | DSQ           |
|      | Muzaffer Demirhan      | Türkei             | DSQ        | DSQ           |